# Nadia Kutscher
Nadia Kutscher (* 1972 in München) ist Erziehungswissenschaftlerin und als Professorin für Erziehungshilfe und Soziale Arbeit an der Humanwissenschaftlichen Fakultät der Universität zu Köln tätig.
Ihre Arbeitsschwerpunkte sind Digitale Medien in Kindheit, Jugend und Familie, Digitalisierung und Digitalität (in) der Sozialen Arbeit, Ethische Fragen Sozialer Arbeit.

## Biografie

### Werdegang
Kutscher studierte von 1991 bis 1996 Sozialarbeit/Sozialpädagogik an der Katholischen Stiftungshochschule München. Sie promovierte 2002 an der Universität Bielefeld im Rahmen des DFG-Graduiertenkollegs Jugendhilfe im Wandel bei Hans-Uwe Otto und erlangte 2004 den Diplomabschluss in Pädagogik an der dortigen Fakultät für Erziehungswissenschaft.
Von 2002 bis 2006 war Kutscher als wissenschaftliche Mitarbeiterin und Projektkoordinatorin des Kompetenzzentrums informelle Bildung (KIB) und der wissenschaftlichen Begleitung der Bundesinitiative Jugend ans Netz an der Universität Bielefeld tätig.
Als Professorin für Soziale Arbeit mit dem Schwerpunkt Bildung im Kindesalter arbeitete Kutscher von 2006 bis 2010 an der Katholischen Hochschule NRW, Abteilung Aachen und 2010 bis 2013 an der Abteilung Köln.
Von 2013 bis 2017 war Kutscher als Professorin für Soziale Arbeit und Ethik an der Universität Vechta tätig und hat seit 2017 den Lehrstuhl für Erziehungshilfe und Soziale Arbeit am Department Heilpädagogik und Rehabilitation an der Humanwissenschaftlichen Fakultät an der Universität zu Köln inne.

### Funktionen und Mitgliedschaften (Auswahl)
- seit 2021 Vorsitzende der Jury für den „Deutschen Kinder- und Jugendhilfepreis – Hermine Albers-Preis“ der Arbeitsgemeinschaft für Kinder- und Jugendhilfe
- Mitglied im Wissenschaftlichen Beirat des Deutschen Jugendinstituts (DJI)
- Mitglied des Bundesjugendkuratoriums in der 19. Legislaturperiode der Bundesregierung
- Mitglied des Bundesjugendkuratoriums in der 18. Legislaturperiode der Bundesregierung.
- 2022 Mitglied der Sachverständigenkommission für den 17. Kinder- und Jugendbericht der Bundesregierung
- 2010–2012 Mitglied der Sachverständigenkommission für den 14. Kinder- und Jugendbericht der Bundesregierung
- seit 2010 Mitglied des Deutschen Jugendinstituts (DJI)
- seit 2011 Mitglied des Deutschen Komitees für UNICEF
- seit 2013 Mitglied des Beirats der Ombudschaft Jugendhilfe NRW
- 2018–2020 Mitglied im Vorstand des Netzwerks Fluchtforschung
- 2017–2020 Mitglied im Fachbeirat der Niedersächsischen Landeszentrale für Politische Bildung
- 2016–2017 Mitglied der ersten Niedersächsischen Kinderkommission in der 17. Legislaturperiode der Landesregierung
- 2009–2015 Mitglied des Kooperationspartnerkreises und stellvertretende Sprecherin des Promotionskollegs der Hans-Böckler-Stiftung an der Universität Duisburg-Essen für das Thema Widersprüche gesellschaftlicher Integration